# The Sentimental Chord
《The Sentimental Chord》는 SG 워너비의 4집 앨범이다. 2007년 4월 6일 발매되었으며, 국악과 판소리에 미디엄템포 음악을 접목시켜 돌풍을 일으킨 곡이다. 그로 인해, 대중들과 팬들의 많은 사랑을 받았으며, 2007년 최고의 음반 판매량을 기록하여 그 해, 2007 골든디스크 대상을 수상하여, SG워너비를 세번째 골든디스크 대상 수상에 올려준 공신이라고도 할 수 있는 앨범이다.

## 뮤직 비디오
〈아리랑〉 뮤직 비디오에는 이범수, 옥주현, 이선균 등이 출연했으며 1950년 6.25 전쟁을 배경으로 하였다. 〈STAY〉 뮤직 비디오에는 하석진, 신민희가 출연하였다.

## 대표곡

### 아리랑
- SG워너비 4집의 타이틀곡으로 미디엄템포곡에 국악과 판소리를 접목시켜 신선한 충격을 안겨준 곡이다. 당시 새로운 시도 때문에 주위 반응이 냉담하였지만 주위의 반응을 이겨내고 2007년 최고의 곡으로 불리기도 한다.

### 은(恩)
- 일명 소몰이힙합으로 3집을 끝내고 SG워너비가 예견한 곡이다. 그전에 Ordinary People, 24Hour 곡에 랩이 도입되었으나 이 곡은 다 미디엄템포를 기반으로 하였던 곡이지만 이 곡에서는 미디엄템포의 색을 줄이고 되도록 힙합의 색을 넣으려고 시도한 곡이다.

### 한 여름날의 꿈
- 아리랑을 잇는 후속곡이다. 애절한 미디엄템포곡이다. 옥주현과 함께 TV음악프로에 출연하면서 많이 부르기도 했다. 타이틀곡 아리랑보다 더큰인기를 얻은곡이다. 옥주현과 함께부른 Part.1과 SG워너비의 멤버들만 부른 Part.2의 두 가지 버전이 있다.

### STAY
- 4집 활동 때 방송과 라이브 무대에서 몇 차례 선보였던 곡으로 SG워너비 특유의 미디엄템포를 버린 모던락 곡이다. 경쾌한 멜로디와 채동하, 김진호의 폭발적인 가창력을 다시 한번 상기하게끔 해주는 곡이다.

### 가시나무새
- 4집이 공개되기 전 아리랑,한 여름날의 꿈과 함께 선공개된 곡이며 김진호의 애절한 표현력이 돋보이는 곡이다.

### 아버지 구두
- 김진호가 돌아가신 아버지를 생각하면서 작사, 작곡한 곡으로도 불린다..

## 트랙 리스트
1. 아리랑 - 4:51
2. 은(恩) - 4:44
3. 한 여름날의 꿈(Duet. 옥주현) - 4:16
4. 잊어요 - 4:38
5. 지상에서 영원으로 - 4:00
6. 가시나무새 - 8:16
7. I Love You - 4:37
8. 아버지 구두 - 4:18
9. 꽃잎 - 3:48
10. 한여름날의  꿈 part.2 - 4:16
11. Stay - 5:58
12. 이별하길 정말 잘했어요 - 3:44
13. 행복한 사람 - 4:11
14. 사랑아 잘가 - 4:15